# Interclavicola
L'interclavìcola, in zoologia (specialmente con riferimento allo scheletro dei vertebrati), è un osso impari mediano dello scheletro di molti vertebrati, situato tra le clavicole e anteriormente allo sterno; è noto anche come episterno.

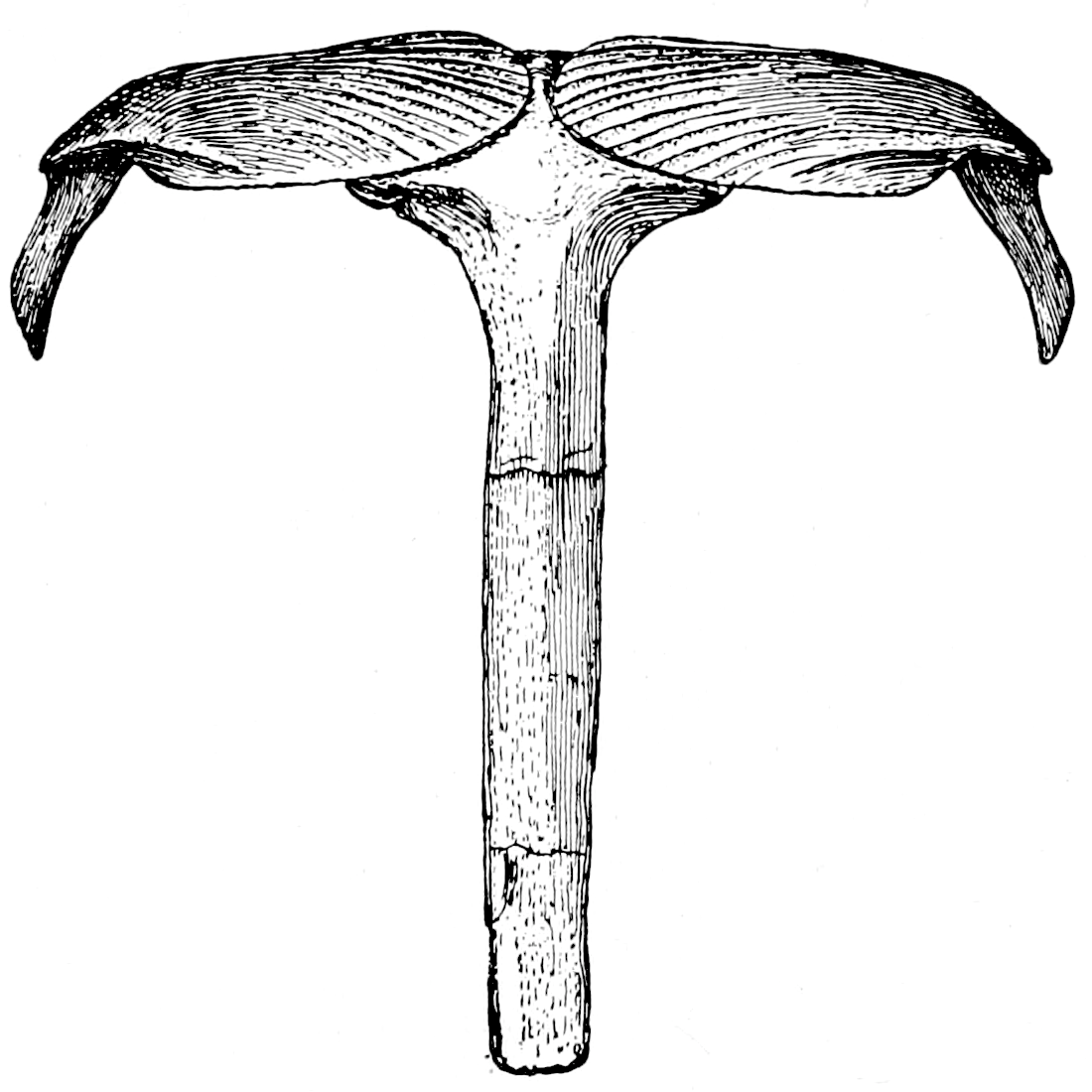
L'interclavicola a forma di bastone di Ophiacodon (un sinapside del Permiano), collegata a un paio di clavicole arrotondate. Visto in vista ventrale (cioè guardando verso il petto dal basso)

I mammiferi teri (marsupiali e placentali) sono gli unici tetrapodi che non hanno un'interclavicola, sebbene anche alcuni membri di altri gruppi di tetrapodi ne siano privi. Nei teri, l'interclavicola è sostituita dallo sterno, simile per forma e funzione ma formatosi a causa dell'ossificazione endocondrale (ovvero, la cartilagine si trasforma in osso). L'interclavicola, invece, si sviluppa attraverso l'ossificazione intramembranosa della pelle. I monotremi, sebbene facciano parte della classe dei mammiferi, possiedono un'interclavicola.